# Kombinat Baukema
Der VEB Kombinat baukema (Abkürzung für Baumaschinen, komplette Anlagen und Erdbewegungsmaschinen) mit Sitz in Leipzig wurde 1979 gegründet und war ein Kombinat auf dem Gebiet der Herstellung von Baumaschinen und weiteren Erzeugnissen in der Deutschen Demokratischen Republik.
Das Kombinat unterstand dem Ministerium für Schwermaschinen- und Anlagenbau. Weitere zentralgeleitete Kombinate des Schwermaschinenbaus können in der Liste von Kombinaten der DDR eingesehen werden.

## Geschichte
Das Kombinat wurde 1979 gegründet und war der Nachfolger der VVB Bau-, Baustoff- und Keramikmaschinen Leipzig, die im gleichen Zuge aufgelöst wurde. Das ehemals eigenständige Kombinat VEB Kombinat Gießereianlagenbau und Gußerzeugnisse Leipzig (GISAG), wurde 1987 zu großen Teilen in das Kombinat baukema eingegliedert.
Nach Angaben des Ministers für Maschinenbau 1990 verfügte das Kombinat über alle Produktgruppen hinweg über einen Exportanteil von durchschnittlich 50 %. Am 17. Mai 1990 wurde – rückwirkend auf den 1. Mai – die baukema AG Bau- und Gießereimaschinen gegründet. Unterhalb der Tochtergesellschaft GISAG AG waren die Gießereien und der Gießereianlagenbau des Konzerns organisiert. Diese wurde 1991 aus dem baukema-Verbund herausgelöst und der Treuhandanstalt direkt unterstellt, um eine Privatisierung zu vereinfachen. Hiervon nicht betroffen waren der GISAG-Anlagen- und Maschinenbau, der weiterhin bei baukema verblieb. Da sowohl ein Gesamtverkauf des Konzerns als auch ein Verkauf von Paketen bis 1992 größtenteils erfolglos war, wurde die baukema AG am 1. Mai 1992 aufgelöst. Die ehemaligen Kombinatsbetriebe gingen in der Folge eigene Wege.

## Produkte

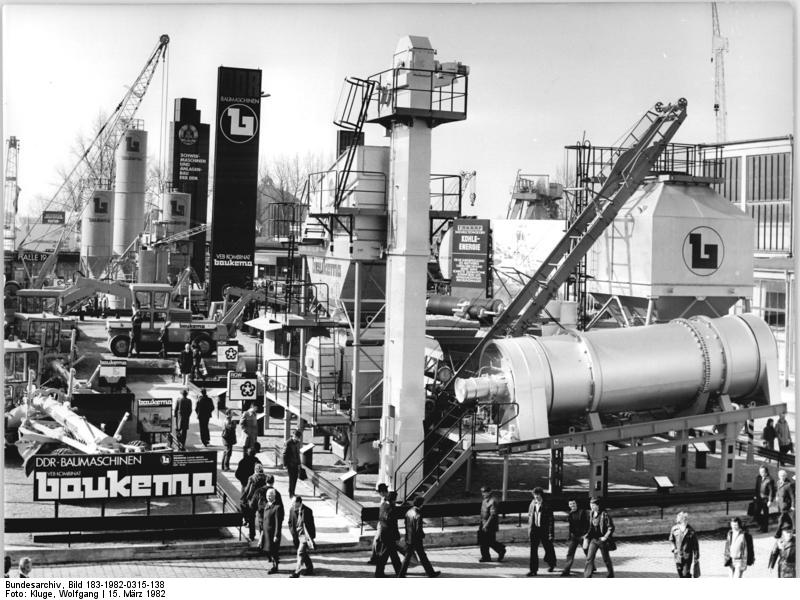
Ausstellung von Baumaschinen und Anlagen des Kombinats auf der Leipziger Frühjahrsmesse 1982.

Die Betriebe des Kombinats betätigten sich in der Herstellung von Baumaschinen wie Asphaltfertigern, Baggern, Gradern, Walzen und weiteren Maschinen sowie Baustoffanlagen wie beispielsweise Betonmischanlagen. Mit der Eingliederung der Betriebe des ehemaligen Kombinats GISAG 1987 erweiterte sich dieses Produktspektrum um Gießereimaschinen und -anlagen sowie Gusserzeugnisse.

## Zugehörige Betriebe
Zum Kombinat gehörten 1990 die folgenden Betriebe:
- VEB GISAG „Juri Gagarin“ Leipzig; (Stammbetrieb)
- VEB Bau- und Vibriermaschinen Radeberg
- VEB Baumaschinen Gatersleben
- VEB Baumaschinen Halle
- VEB Baumaschinen Welzow
- VEB Baumechanisierung Welzow
- VEB Baustoffmaschinen Halle
- VEB Baustoffmaschinen Ludwigslust
- VEB Baustoffmaschinen Magdeburg
- VEB EBAWE Baustoffmaschinen Eilenburg
- VEB Fachanstalt für Gießereiwesen Coswig
- VEB Feingußwerk Lobenstein
- VEB Förderanlagen Bautzen
- VEB Fördertechnik Freital
- VEB Gießerei Copitz
- VEB Gießerei und Maschinenbau „Ferdinand Kunert“ Schmiedeberg
- VEB Gießerei und Maschinenbau Bernsdorf
- VEB Leichtmetallgußwerk Bad Langensalza
- VEB Schwermaschinenbau NOBAS Nordhausen
- VEB teltomat Werk für Straßenbaumaschinen Teltow
- VEB WTZ Baukema Leipzig

Der VEB HAZET Baumaschinen Zwickau (vor 1979 firmierend als VEB HAZET Hartzerkleinerungs- und Keramikmaschinen Zwickau) stellte ab 1984 sein Produktionsprofil auf Fahrzeugteile um und firmierte als VEB HAZET Kraftfahrzeugwerk Zwickau im IFA-Kombinat Personenkraftwagen.